# Myioborus torquatus
La candelita collareja o candelita acollarada (Myioborus torquatus) es una especie de ave paseriforme de la familia Parulidae que habita en América Central.

## Descripción

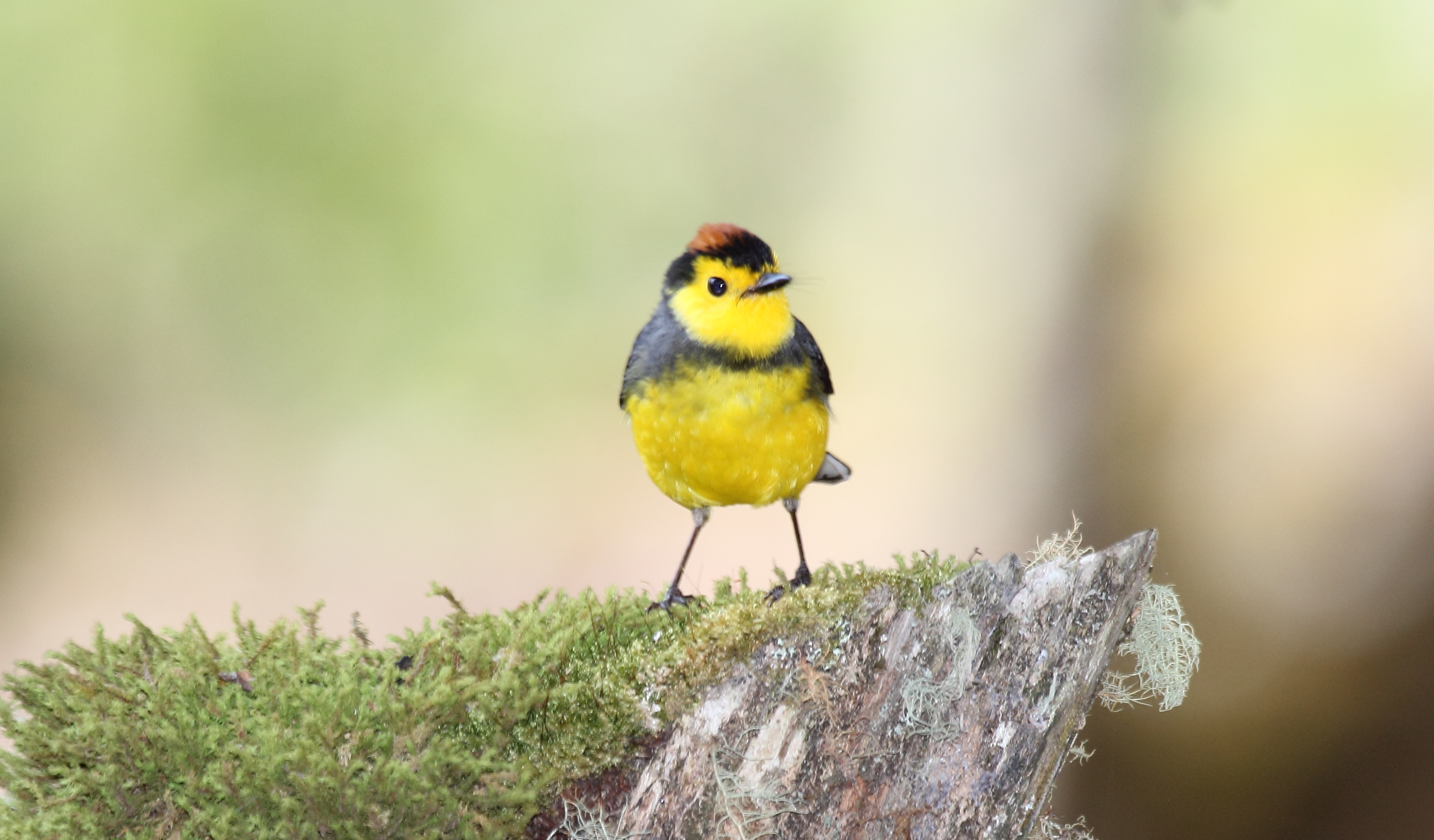
En Savegre (Costa Rica)

La candelita collareja mide alrededor de 12,5 cm de largo y pesa una media de 11 g. La parte superior de su píleo es castaño rojizo y está enmarcado por el negro del resto del píleo y la frente. Su espalda es de color gris oscuro y el resto de sus partes superiores son negruzcas, con las plumas exteriores de la cola blancas. Su rostro y partes inferiores son de color amarillo intenso, salvo una banda negruzca que le cruza por la parte superior del cuello a modo de collar.
Ambos sexos tienen un aspecto similar, y los juveniles tienen un plumaje menos llamativo, con la espalda parduzca, y su cabeza es totalmente negruzca, sin el amarillo y castaño rojizo de los adultos, y sus partes inferiores son de un amarillo más apagado y carecen de la mancha rojiza del píleo.

## Distribución y hábitat
La candelita collareja es endémica de las montañas de Costa Rica y el oeste de Panamá. Se encuentra en las selvas de montaña entre los 1500 m y el límite superior del bosque, además de los barrancos y pastizales adyacentes.

## Comportamiento

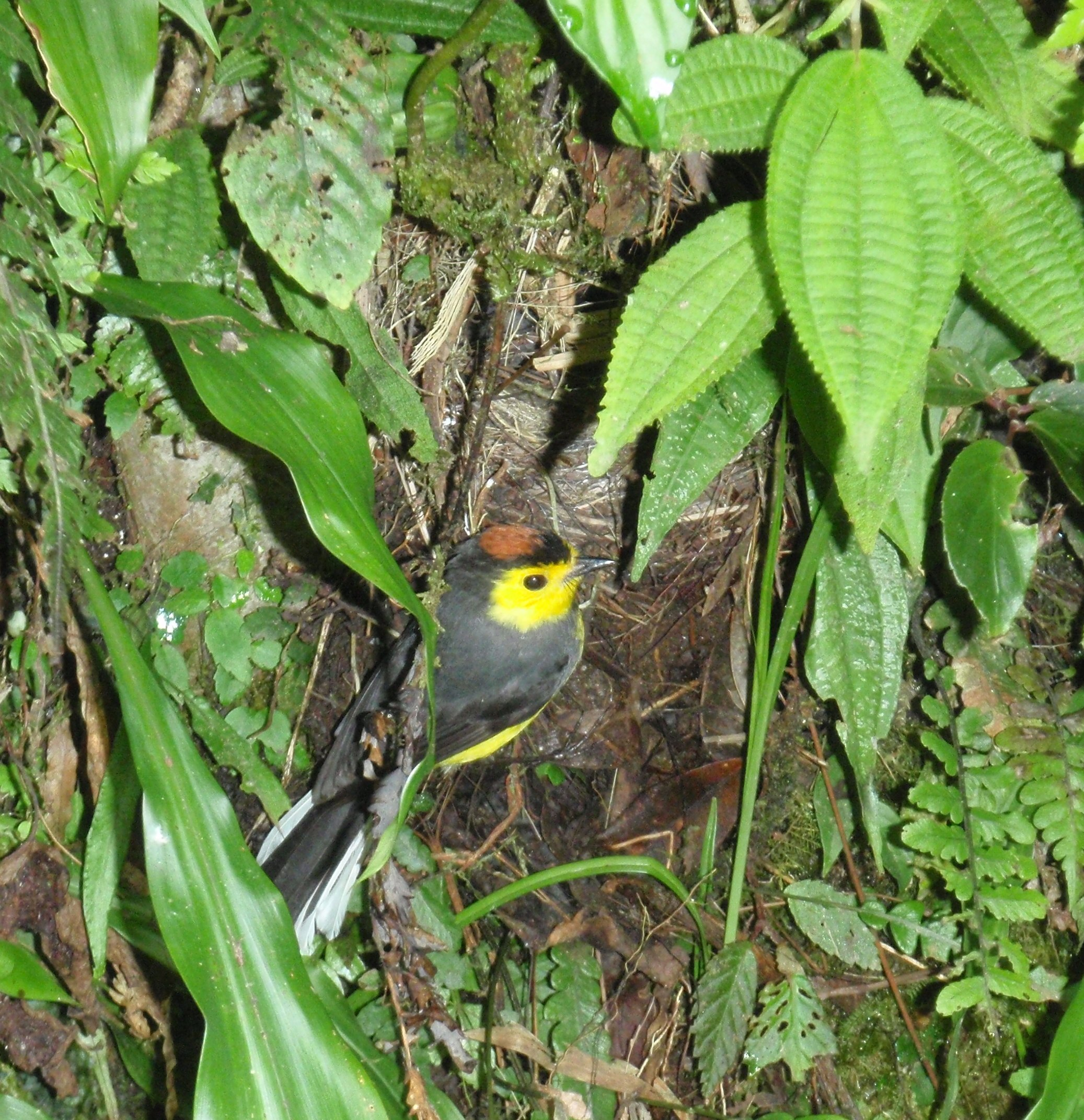
Ejemplar junto a su nido

Se alimenta de insectos, y con frecuencia extiende su contrastada cola mientras persigue a sus presas. Suele formar parte de bandadas mixtas de alimentación y con frecuencia sigue al ganado para atrapar los insectos que espantan los mamíferos.
Su época de cría es entre marzo y mayo. Construye un nido cubierto en el suelo o un terraplén empinado, escondido entre la vegetación o bajo un tronco caído. Construye su nido con una entrada redonda y utiliza hierbas, cortezas de árbol, fibras vegetales y hojas. La hembra pone dos o tres huevos blancos o de color crema con pequeñas motas pardas. La incubación de los huevos dura unas dos semanas.